# Cantonul Rennes-Centre-Ouest
Cantonul Rennes-Centre-Ouest este un canton din arondismentul Rennes, departamentul Ille-et-Vilaine, regiunea Bretania, Franța.